# Xian de Changshan
Le xian de Changshan (常山县 ; pinyin : Chángshān Xiàn) est un district administratif de la province du Zhejiang en Chine. Il est placé sous la juridiction administrative de la ville-préfecture de Quzhou.

## Démographie
La population du district était de 317 853 habitants en 1999.